# Megachile conferta
Megachile conferta är en biart som beskrevs av Mitchell 1930. Megachile conferta ingår i släktet tapetserarbin, och familjen buksamlarbin. Inga underarter finns listade i Catalogue of Life.